# Rolf Starost
Rolf Starost (* 25. Juni 1942) ist ein ehemaliger deutscher Fußballspieler. Für den Ost-Berliner SC Dynamo Berlin und für den SC Viktoria Köln spielte er jeweils Erstliga-Fußball. Starost ist mehrfacher DDR-Junioren-Nationalspieler.

## Sportliche Laufbahn
Als Juniorenspieler war Starost beim Ost-Berliner Polizeiklub SC Dynamo Berlin aktiv. Mit ihm wurde er 1960 DDR-Juniorenmeister. Schon ein Jahr zuvor war er in die Junioren-Nationalmannschaft der DDR berufen worden, für die er am 23. März 1959 sein erstes Länderspiel bestritt. In der Begegnung DDR – Frankreich (3:1) war er als Innenverteidiger aufgeboten worden. Bis 1960 bestritt er insgesamt acht Junioren-Länderspiele. Zur Saison 1961/62 wurde Starost in die Oberligamannschaft des SC Dynamo aufgenommen, kam aber erst am 10. Spieltag in der Begegnung Motor Zwickau – SC Dynamo (1:3) als rechter Verteidiger zum Einsatz, weil sich der Stammspieler auf dieser Position, Konrad Dorner, verletzt hatte. Bis zur Sommerpause bestritt Starost die restlichen drei Punktspiele. Am 13. August 1961 absolvierte er bereits sein letztes Spiel für den SC Dynamo Berlin. Er nutzte am Tag des Mauerbaus die Gelegenheit, sich zusammen mit seinem Klubkameraden Emil Poklitar nach einem Freundschaftsspiel beim dänischen Klub Brønshøj BK nach West-Berlin abzusetzen.
In West-Berlin schloss sich Starost zunächst Tennis Borussia Berlin an, konnte dort aber, weil der DDR-Fußballverband eine einjährige Sperre wegen des unerlaubten Verbandswechsels durchgesetzt hatte, nicht eingesetzt werden. Zur Saison 1962/63 wechselte Starost zu Viktoria Köln in die Oberliga West, damals eine der fünf höchsten Spielklassen des DFB. Dort wurde er jedoch unter Trainer Hennes Weisweiler nur in zwei Punktspielen eingesetzt. Eine Saison später gehörte Starost bereits nicht mehr zum Aufgebot der Kölner und tauchte auch später nicht mehr im höherklassigen Fußball auf.
1965 besuchte er einen Lehrgang zur Trainerausbildung an der Hennes-Weisweiler-Akademie und war als Diplom-Sportlehrer tätig.